# Pater Patriae
Pater Patriae (Latijn voor "vader des vaderlands") was een Romeinse eretitel bij grote uitzondering toegekend door de Senaat aan mensen die zich bijzonder verdienstelijk hadden gemaakt voor de Romeinse Staat. De gehonoreerden konden, indien ze dit wilden, de titel weigeren, zoals keizer Nero volgens de geschiedschrijver Suetonius deed omdat hij zichzelf nog te jong vond. 
Marcus Tullius Cicero was de eerste die deze titel ontving, nadat hij in 63 v.Chr. een staatsgreep, geleid door Lucius Sergius Catilina had weten te verijdelen. Ook Julius Caesar en Augustus kregen de titel toegewezen, tezamen met nog andere keizers die ofwel in de smaak vielen bij de Senaat, ofwel een bewonderenswaardig lange regeringsperiode achter de rug hadden. Ook in moderne tijden wordt de titel af en toe gebruikt, al dan niet officieel.

## Chronologische lijst van Patres Patriae
Buiten Cicero en Caesar (die nooit officieel keizer is geweest, hoewel dit woord wel van zijn naam is afgeleid) gaat het hier allen om Romeinse keizers.
- Cicero, 63 v.Chr.
- Julius Caesar, 45 v.Chr.
- Augustus, 5 februari, 2 v.Chr.
- Gaius "Caligula", 37
- Claudius, januari 42
- Nero, 55
- Vespasianus, 70
- Titus, juni, 79
- Domitianus, 14 september 81
- Nerva, september 96
- Trajanus, 98
- Hadrianus, 128
- Antoninus Pius, 139
- Marcus Aurelius en Lucius Verus, 166
- Commodus, 177
- Septimius Severus 193
- "Caracalla", 199
- Macrinus, juni 217
- "Elagabalus", juli 218
- Gordianus III, mei  238
- Probus, juli,  276
- Diocletianus, 20 november 284
- Maximianus, 1 april, 286
- Constantinus I "de Grote", 307